# Французско-западнофламандский диалект
Французско-западнофламандский диалект (нем. Französisch-Westflämisch; самоназвание: Vlaemsch или Westhoekflämisch) — собирательное название для всех фламандских диалектов, которые распространены на территории современной Франции в области Французская Фландрия. В старой языковедческой традиции используется понятие «южнофламандский диалект» (Südflämisch).
Диалект рассматривается как смесь средненидерландской нормы с множественными французскими вкраплениями.

## История
Во Французской Фландрии эти диалекты имеют глубокие корни. Тем не менее, уже с 1853 года преподавание в школах ведётся на чистом французском языке, а с 1880 использование диалекта запрещено. Печать на диалекте достаточно скудная и та поддерживалась лишь Фламандским комитетом Франции (фр. Comité Flamand de France). Письмо нидерландского образца никогда не было известно на территории Французской Фландрии, местные жители ориентировались преимущественно на южнонидерландский тип письма. Попытки в 1920-е годы перенять нидерландскую норму и создать собственные регулирующие организации типа Фламандского национального союза (нидерл. Vlaamsch Nationaal Verbond) не имели успеха.